# UX Волопаса
UX Волопаса (лат. UX Boötis) — двойная затменная переменная звезда типа Алголя (EA:) в созвездии Волопаса на расстоянии приблизительно 528 световых лет (около 162 парсеков) от Солнца. Видимая звёздная величина звезды — от +11,6m до +10,93m.

## Характеристики
Первый компонент — жёлтая звезда спектрального класса G2V-G8III*, или G8III. Радиус — около 1,17 солнечного, светимость — около 1,481 солнечной. Эффективная температура — около 5875 K.
Второй компонент — жёлтая звезда спектрального класса G.